# 中和線 (台鐵)
中和線又稱板南鐵路，是一條由臺灣鐵路管理局經營的傳統鐵路支線。路線自舊板橋站分歧後，逐漸向東南行進至中和終點站。全線於1965年3月5日開始營運，專辦貨運。後來因配合台北捷運中和線興建，於1990年9月19日廢止，稍後拆除，中和站場轉作捷運南勢角站、大部分路基轉作道路使用，大致為今新北市板橋區縣民大道一部份、板新路全段，以及中和區板南路全段、捷運路全段。

## 概要
中和線的興建係為了解決地區運煤的需求。於1965年3月5日開業，接替原來新店線的運煤工作。中和線輸出以煤礦為大宗，輸入則以水泥為主。
1980年代，交通部曾計畫板橋＝南港間的貨運繞道線（代號S2線），將中和線延伸延由木柵、於南港接軌縱貫線，取代臺北鐵路地下化專案完成後，華山、萬華、板橋等站消失的貨運功能。但後來認為效益不大而取消此案，本線也於1990年配合捷運工程而停駛。
現今環狀線板橋（板橋=板新間路段）板新、中原、橋和等站使用了原台鐵中和線的路廊。

## 路線資料
- 經營管轄：臺灣鐵路管理局
- 路線距離：板橋＝中和間6.2km
- 軌距：1,067毫米
- 車站數：2（含起訖車站；廢止時數目）
- 雙線區間：無，全線單線
- 電化區間：無
- 開業日期：1965年3月5日
- 廢止日期：1990年9月19日

### 路線舊址
- 萬板專案完成前，台鐵板橋至萬華段為平面鐵道（今縣民大道）。
- 本路線經由縣民大道轉入板新路，再經由板南路、和平街旁金山板南公園及中和區和平街黃昏市場進入中和站。
- 當時板新路至板南路經過的民生路段，有鐵公路共用的道路。[3]
- 1990年代，該站納入調度集中系統。[4]

## 使用車輛
- 中和線使用的車輛為台鐵R100型柴電機車或台鐵R150型柴電機車的大型柴電機車。

## 車站一覽
| 車站名 （國音電碼） | 停駛時英譯站名 （現行漢語拼音） | 營業里程 （板橋起） | 續接／交會路線及備註                                                              | 所在地                      | 所在地                      | 所在地 |
| ------------------- | ------------------------------- | ------------------- | --------------------------------------------------------------------------------- | --------------------------- | --------------------------- | ------ |
| 板橋（ㄅㄢ）        | Panchiao (Banqiao)              | 0.0                 | 中和線起點；可轉乘縱貫線。                                                        | 台北縣 (2010年改制為新北市) | 板橋市 (2010年改制為板橋區) | 板新路 |
| 中和（ㄓㄏ）        | Chungho (Zhonghe)               | 6.2                 | 貨運站，未辦理客運，但曾經有客運包車作為始發站； 今址為台北捷運南勢角站及中和機廠 | 台北縣 (2010年改制為新北市) | 中和市 (2010年改制為中和區) | 板南路 |